# Sahle-Work Zewde
Sahle-Work Zewde (amhàric: ሳህለወርቅ ዘውዴ) (Addis Abeba, 21 de febrer de 1950) és una diplomàtica i estadista etíop. Actualment ocupa el càrrec de Presidenta d'Etiòpia, des del 25 d'octubre de 2018.

## Biografia
Va néixer el 21 de febrer de 1950 a Addis Abeba, i és la més gran de quatre filles. Va estudiar a l'institut francoetíop Guebe-Mariam, i després va marxar estudiar a França quan tenia disset anys. És llicenciada en ciències naturals per la Universitat de Montpeller i parla anglès, francès i amhàric.
Fou nomenada ambaixadora al Senegal el 1989, on hi va romandre fins al 1993. Posteriorment també seria acreditada per Mali, Cap Verd, Guinea Bissau, Gàmbia i Guinea. Entre 1993 i 2002, va ser ambaixadora a Djibouti i va representar Etiòpia a l'Autoritat Intergovernamental sobre el Desenvolupament de l'Àfrica Oriental.
Ambaixadora a França des de 2002 fins a 2006, també va estar acreditada per a Tunísia i el Marroc i va exercir de representant permanent davant l'Organització de les Nacions Unides per a l'Educació, la Ciència i la Cultura (UNESCO).
Va ser nomenada Directora General de l'Oficina de les Nacions Unides a Nairobi l'11 de març de 2011.
Va ser nomenada Representant Especial del Secretari General de les Nacions Unides António Guterres davant la Unió Africana el 28 de juny de 2018.
Va ser escollida presidenta de la República per unanimitat en l'elecció presidencial del 25 d'octubre de 2018, després de la renúncia de Mulatu Teshome. És la primera dona triada per al lloc i, al moment de la seva elecció, l'única dona cap d'Estat del continent africà.